# Juttepeer

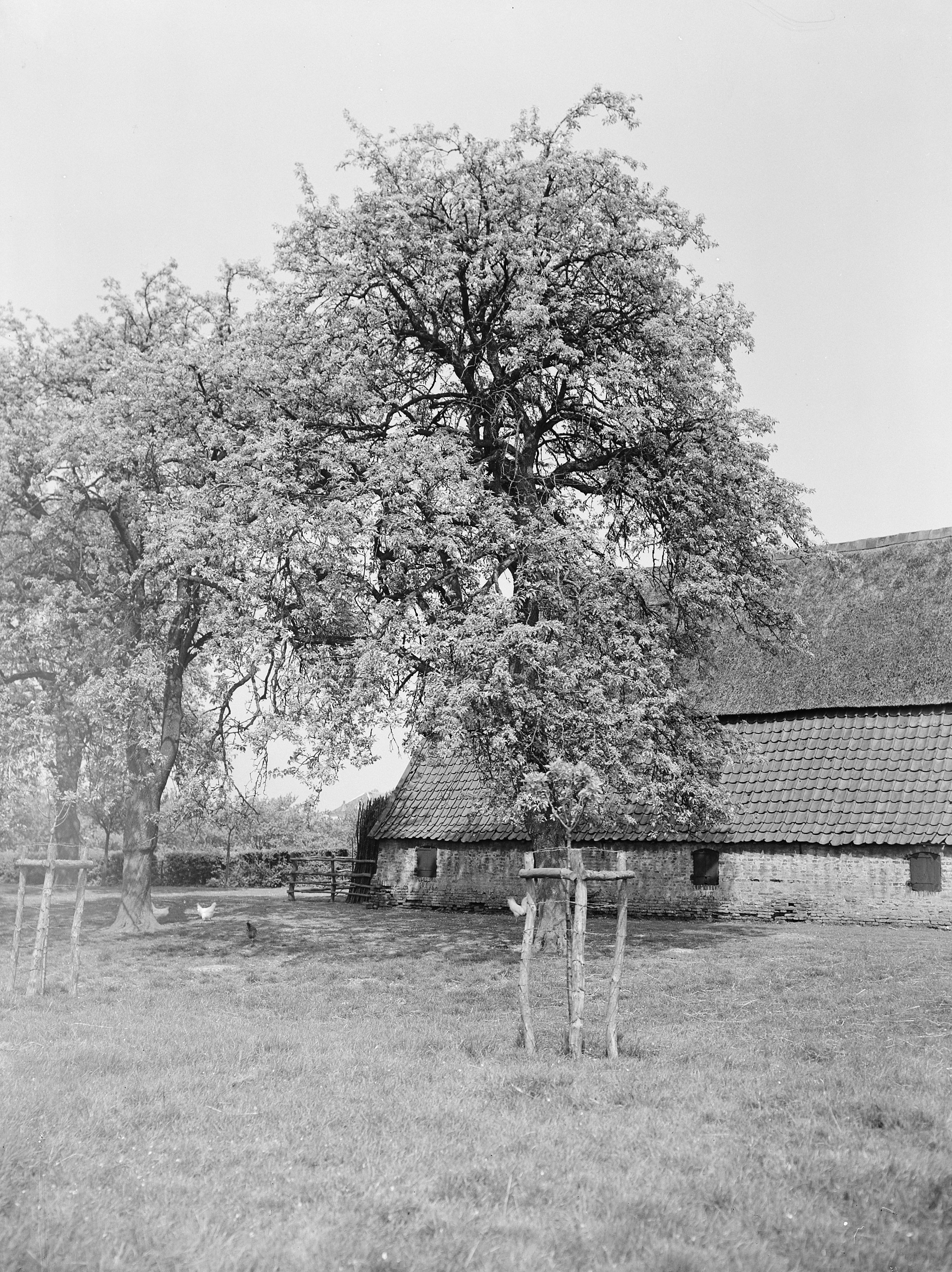
Juttepeer in bloei bij een boerderij te Driel, jaar van opname onbekend.

De juttepeer is in Nederland een bekend perenras. De juttepeer wordt al sinds de late middeleeuwen in de Nederlanden geteeld. Tot het begin van de twintigste eeuw was het een populaire vrucht vanwege het fijne aroma en smeltende mondgevoel. De juttepeer is vrijwel verdwenen omdat hij bij rijpheid binnen een week geconsumeerd dient te worden vanwege de beperkte houdbaarheid.
De boom kan vrij hoog worden en bloeit wit. Hij produceert een groot aantal flesvormige kleine vruchten. De kelkblaadjes zijn groot, veelal uitgespreid op de vrucht, en komen voort uit een kelk die enkele sleuven of plooien bevat. De kleur van de vrucht is over de gehele oppervlakte van de schil onzuiver, bruinachtig groen, en met een concentratie van kleine bruine stipjes, die op het gevoel ruw aanvoelen. De juiste tijd van plukken en consumeren is bij de juttepeer van groot belang: eind augustus tot september. Daarna verliest hij zijn specifieke kleur en zoet-zure, fijne smaak.
De oudste juttepeer van Nederland staat op een privéterrein in het Heilige Geesthofje aan de Paviljoensgracht te Den Haag. Hij is geplant in 1647 bij de oplevering van het poortgebouw van het hofje.